# Agrupació Sardanista Tarragona Dansa
L'Agrupació Sardanista Tarragona Dansa és un grup de colles de competició de sardana esportiva de Tarragona. Actualment, és l'entitat sardanista més activa de la ciutat.
Va ser fundada el 1979 per un grup d'amics. El 2019, doncs, van celebrar el seu 40è aniversari. La seva primera actuació es remunta al 1980, a Santa Margarida de Montbui amb la colla Tarragona Dansa. Competeix en el Campionat de Catalunya i és una de les poques agrupacions amb colles en totes les categories. En formen part els Petits Tarragona Dansa, la Nova Tarragona Dansa, la Tarragona Dansa, la Colla Xerinola i el Toc de Dansa.
A més, l'agrupació aposta per la cultura catalana en general: compta amb la comparsa de carnestoltes PETADA, una de les més antigues de Tarragona; organitza colònies infantils; ensenya sardanes a escoles; edita àlbums musicals i fa actes com ballades d'estiu i de festa major i la marxa festiva per la ciutat anomenada Puja Aquí Dalt i Balla. Fora de Catalunya, les seves colles han viatjat a Alemanya, Andorra, Anglaterra, Àustria, Bèlgica, Dinamarca, França, Països Baixos, Hongria, Itàlia, Luxemburg, Polònia, Portugal, Rússia, Suècia i Suïssa.
Hi pertanyen Anna Abad i Alfred Abad, entre d'altres. De fet, aquest darrer va ser el president de l'agrupació als inicis. Des del març del 2022, però, el càrrec el té Manel Andreu.

## Seccions
Per a començar, la Colla Xerinola és la colla alevina i compta amb dansaires d'entre 6 i 12 anys. Va néixer l'any 1996. Van ser campions de Catalunya el 2016 i 2017. Les temporades 2018 i 2019 no van formar colla. També van ser subcampions el 2021.
En segon lloc, els Petits Tarragona Dansa són la colla infantil i té membres d'entre 13 i 16 anys. Va debutar l'any 1995 i ha estat campiona de Catalunya en diverses temporades.
A part, la Nova Tarragona Dansa, composta de ballarins de 16 a 18 anys, és la colla juvenil. Va néixer l'any 1982 i ha estat activa en diferents etapes. Va ser campiona de Catalunya entre els anys 2000 i 2004, i va aconseguir la segona posició el 2019.
A més a més, hi ha la Tarragona Dansa, la colla gran, que va néixer l'any 1979 i va ballar el primer concurs l'any 1980. Les seves millors classificacions han estat el quart lloc en la temporada 2012, el tercer en la del 2013 i el segon en la del 2014. A partir del 2016, va abandonar el Campionat de Catalunya i va passar a participar solament en el campionat Territorial.
Finalment, el Toc de Dansa és la colla veterana, de membres de més de quaranta anys. Formada bàsicament a partir de pares i mares dels balladors més petits, va néixer l'any 1999 i des d'aleshores ha estat competint al Campionat de Catalunya. Ha estat campiona els anys 2008, 2010, 2011 i 2012. Les temporades 2017, 2018 i 2019 va obtenir el tercer lloc.

## Reconeixements
El 2021, va ser distingida per l'Ajuntament de Tarragona per haver guanyat els Campionats de Catalunya en sardana esportiva en les categories juvenil i infantil. A més, també van obtenir el primer lloc en dos subcampionats d'aquesta disciplina. En el lliurament dels diplomes commemoratius, l'alcalde de la ciutat, Pau Ricomà, va destacar l'activitat de l'entitat per «mantenir una activitat tan viva i forta durant tantes generacions». El 2022, després d'un campionat ajustat, va endur-se la victòria a la final del Campionat de Catalunya de Sardanes de la categoria veterana a Balaguer i el segon lloc en dues altres categories.